# César Muena
César Antonio Muena Castillo (* 30. April 1970 in Talca) ist ein ehemaliger chilenischer Fußballspieler. Der Mittelfeldspieler bestritt ein Länderspiel für die Nationalmannschaft seines Heimatlandes.

## Karriere

### Verein
César Muena spielte zuerst bei Jugendmannschaften aus der näheren Umgebung seiner Heimatstadt Talca. Sein Wechsel zu Universidad Católica 1986 war sehr schwierig, da er den Entwicklungsrückstand gegenüber den beim Klub ausgebildeten Spielern in kurzer Zeit kaum aufholen konnte. Nach einer Zwischenstation bei Municipal Las Condes kam er nach Talca zu den Rangers zurück, wo er zwei Jahre in der Segunda División auflief und dann zu Provincial Osorno wechselte. Mit Osorno gewann er die Meisterschaft der Segunda División, schloss sich aber nach dem Aufstieg dem langjährigen Erstligisten Everton an. Nach einer einjährigen Rückkehr zu Provincial Osorno spielte der Mittelfeldspieler drei Jahre für den CD Cobreloa aus der Wüstenstadt Calama. Mit Cobreloa erreichte Muena zweimal die Liguilla zur Qualifikation für die Copa Libertadores, scheiterte aber beide Male. 1998 lief er für Deportes Iquique unter Trainer Jorge Garcés, der ihn bereits aus seinem ersten Jahr bei Cobreloa kannte, auf und kehrte 1999 zu den Rangers de Talca zurück. Mit den Rangers stieg Muena 1999 aus der Primera División ab, es gelang dem Verein jedoch der direkte Wiederaufstieg. Nach einem weiteren Erstligajahr zog es ihn nochmal nach Everton, wo er dann seine Karriere 2002 beendete.

### Nationalmannschaft
César Muena bestritt im Oktober 1995 in der chilenischen Nationalmannschaft beim Freundschaftsspiel gegen Kanada sein einziges Länderspiel, als er in der 78. Spielminute für Fabián Estay eingewechselt wurde.